# Jean-Claude Darmon
Pour les articles homonymes, voir Darmon.
Jean-Claude Darmon, né le 7 décembre 1941 à Oran, est un homme d'affaires français.

## Biographie
Fils d'ouvrier, Jean-Claude Darmon, naît à Oran le 7 décembre 1941, dans une famille modeste qui comprend en tout douze enfants. Il arrive à Marseille lorsqu'il a six ans. N'ayant pas fait d'études supérieures, il devient docker tout en suivant des cours du soir. Il opte pour le nom de « Darmon » à sa majorité.
En 1968, il crée une société d'édition et de promotion. L'année suivante, il décroche un contrat avec le FC Nantes pour la commercialisation des panneaux publicitaires autour du terrain du stade Marcel-Saupin,. Ensuite les clubs de Reims, du Nîmes Olympique, du FC Sochaux, de l'AS Monaco, des Girondins de Bordeaux, de l'OGC Nice, du Montpellier HSC et du SC Bastia font appel à ses services.
En 1982 pour la Coupe du monde il se voit confier par la Fédération française de football un contrat de parrainage pour l'équipe de France. La même année il crée la société Football France Promotion puis en 1989 Rugby France Promotion. 
En 1998, il entre à hauteur de 25% dans le capital du groupe Audiofina. En 1999, il crée le Club Europe en association avec Canal+ qui en mai 2001 fusionne avec RTL Group. Il est surnommé par les médias « le grand argentier du football français ».
En 2016, Jean-Claude Darmon sort son autobiographie intitulée Au nom du foot aux Éditions Fayard.

### Vie privée
Jean-Claude Darmon a cinq enfants.
Initialement parrain de Joy Smet, fille de Johnny Hallyday et de Laeticia Hallyday, il a été remplacé dans ce rôle par Maxime Nucci (alias Yodelice).

## Décorations
- Chevalier de la Légion d'honneur (2022)[9]

## Publication
- Au nom du foot, Paris, Éditions Fayard, 2016, 304 p.   (ISBN 978-2-213-69917-2)